# Ivan Fíla

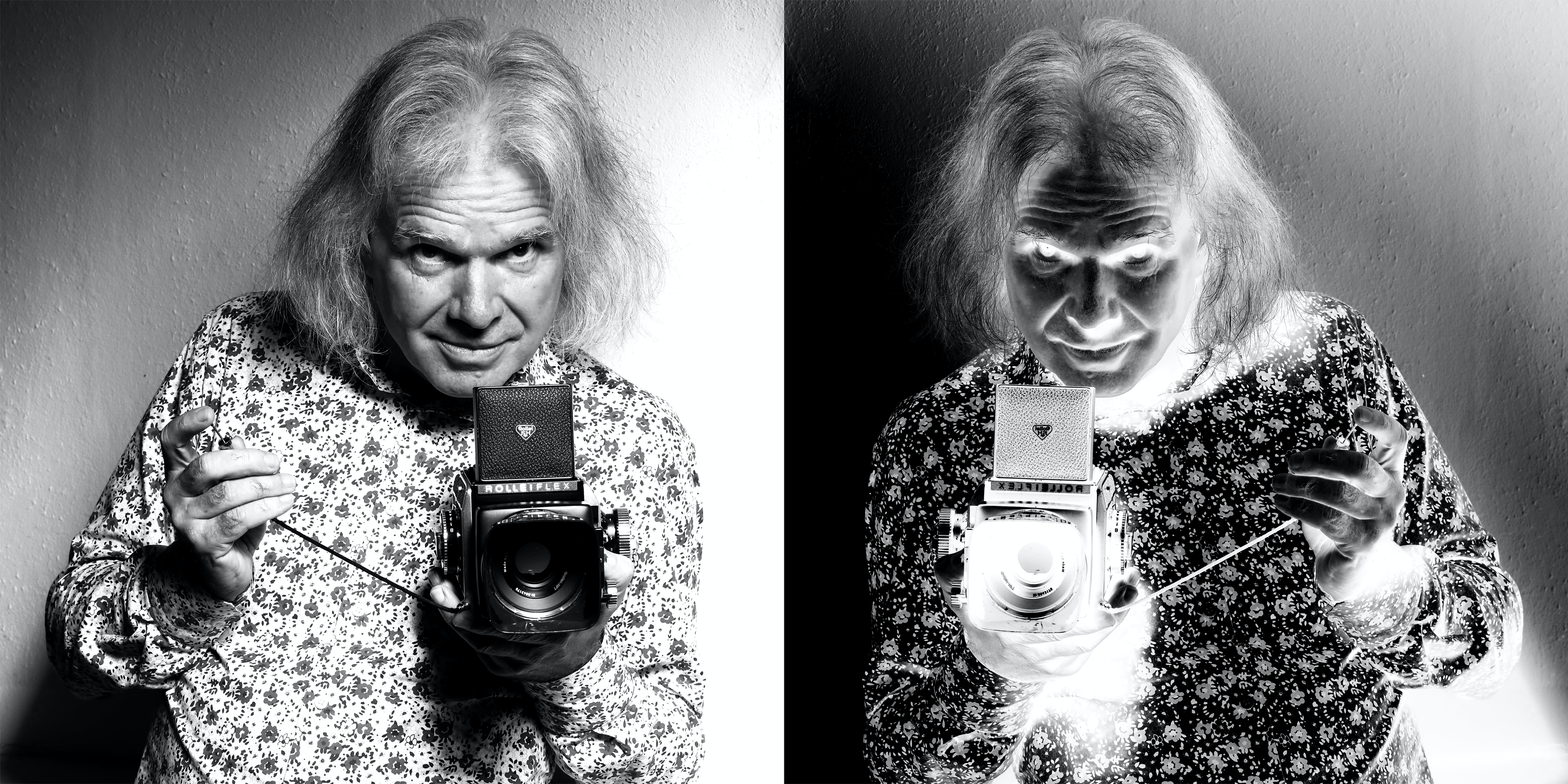
Ivan Fíla, 2020

Ivan Fíla, auch Ivan Fila, (* am 24. Dezember 1956 in Prag) ist ein tschechischer Regisseur, Drehbuchautor, Filmproduzent und Fotograf.

## Leben
Fíla, der 1977 aus der Tschechoslowakei in die Bundesrepublik Deutschland kam, studierte zunächst Regie und Drehbuch in Köln. Anschließend begann er Dokumentar- und Kurzfilme zu drehen, bevor er 1996 mit dem Film Lea sein Spielfilmdebüt gab. Lea hatte beim Filmfestival Venedig Premiere und gewann dort den OCIC-Award. Neben weiteren internationalen Filmpreisen, darunter auch zwei Böhmischen Löwen, war Lea als Bester fremdsprachiger Film für die Golden Globe Awards nominiert, sowie als bester Nachwuchsfilm beim Europäischen Filmpreis. Lea öffnete Fíla die Tür zu Hollywood, wo er im Auftrag von Steven Spielberg das Drehbuch für The Betty Schimmel Story neu verfasste.
Sein Kinofilm König der Diebe hatte 2004 beim Moskauer Filmfestival Premiere und gewann unter anderem den Prix d´Or für das Beste Europäische Drehbuch sowie insgesamt vier böhmische Löwen. König der Diebe war außerdem die Oscar-Nominierung der Slowakei für den besten fremdsprachigen Film.
Neben Spielfilmen drehte Fíla auch Dokumentarfilme wie "Vaclav Havel – Ein böhmisches Märchen", "Hitler – Der Erpresser" oder "Joschka Fischer", die unter anderem im ZDF und auf ARTE ausgestrahlt wurden. Derzeit arbeitet er an seinem englischsprachigen Kinoprojekt "Bella Luna", einer romantischen Komödie.
Im August 2018 erschien sein Roman „Der Mann, der im Weg stand“ ("Muž, který stál v cestě"). Das Werk, das zum 50. Jahrestag des Prager Frühlings erschien, handelt vom Leben des Arztes und Politikers František Kriegel und wurde in Tschechien zum Bestseller. Es soll im Jahr 2022 im Mitteldeutschen Verlag in deutscher Sprache erscheinen.
2019 erschien in Tschechien sein zweiter Roman „Der Kameengraveur“ ("Rytec kamejí"), ein "magie- und phantasievolles Märchen für Erwachsene". In seinem 2020 erschienenen fotoessayistischen Buch „Der Notstand – Aufzeichnungen eines Reisenden durch die Zeit“ ("Nouzový stav – Zápisky cestovatele časem") beschreibt Fíla 66 Tage im menschenleeren Prag während des ersten coronabedingten Lockdowns im Frühjahr 2020. In seinem neuesten, 2021 erschienenen Buch „Das Altvatergebirge – Zeit, das bewegliche Bild der Ewigkeit“ ("Čas, ten pohyblivý obraz věčnosti") präsentiert er 40 Kurzgeschichten und 160 Schwarzweiß-Fotografien.
Fíla lebt in Frankfurt, Los Angeles und Prag.

## Filmographie

### Kino
- 1996: Lea, Buch und Regie
- 2004: König der Diebe, Buch und Regie
- 2013: Bella Luna, Buch und Regie (in Vorbereitung)
- 2013: Buddy Bull, Buch und Regie (in Vorbereitung)

### Dokumentarfilme
- 1982: Harley Heaven, Buch und Regie
- 1985: Salzige Träume, Buch und Regie
- 1987: Margarete Buber-Neumann – Ein deutsches Schicksal, Buch und Regie
- 1988: Die Paulskirche, Buch und Regie
- 1989: Im Namen der Revolution, Buch und Regie
- 1990: Schritte im Labyrinth, Buch und Regie
- 1991: Geschichten aus einer anderen Welt, Buch und Regie
- 1993: Vaclav Havel – Ein böhmisches Märchen, Buch und Regie
- 1994: Nebel, Buch und Regie
- 1995: Hitler – Der Erpresser, Buch und Regie
- 2007: Joschka Fischer – Geduld ist die Tugend des Jägers, Regie

## Auszeichnungen (Auswahl)
Lea
- 1996: OCIC Award beim Filmfestival Venedig
- 1996: Nominierung für den Europäischen Filmpreis als Bester europäischer Nachwuchsfilm
- 1997: Satyajit Ray Award beim London Film Festival[8]
- 1997: Publikumspreis und Auszeichnung als Bester Spielfilm bei der Alpinale, Österreich
- 1997: Publikumspreis beim Filmfestival Brüssel, Belgien
- 1997: Crystal Star beim Filmfestival Brüssel, Belgien
- 1997: Publikumspreis, Prix C.I.C.A.E  für den Besten Film und Prix du Jury etudiant, beim Premiers Plans Festival D´Angers, Frankreich
- 1997: Nominierung für den Deutschen Filmpreis als Bester Spielfilm
- 1997: Grand Prix VESUVIO AWARD beim Napoli Filmfestival, Italien
- 1997: Opera Prima Award – Bester Film, beim Internationalen Filmfestival Montevideo, Uruguay
- 1997: Opera Prima Award – Bester Spielfilm, beim Puerto Rico International Filmfestival
- 1997: Preis für den Besten Spielfilm, beim Internationalen Filmfestival, Film Forum Bratislava, Slowakei
- 1997: FIPRECI-Award – Bester Film, beim Internationalen Filmfestival Sotschi, Russland
- 1998: Golden-Globe-Nominierung als Bester nicht-englischsprachiger Film
- 1998: Bestes Drama beim San Jose Filmfestival, USA

 König der Diebe
- 2004: Oscar-Nominierung der Slowakei als Bester fremdsprachiger Film
- 2004: Silver Griphon – Publikumspreis für den Besten Film, Festival of Festivals St. Petersburg
- 2004: Bester Regisseur und Bestes Drehbuch bei der jährlichen Preisverleihung der tschechischen Fernseh- und Filmgesellschaft (TOLOBIT)
- 2004: Vier Böhmische Löwen und 10 Nominierungen (inklusive Bester Film, Bester Regisseur und Bestes Drehbuch) beim Tschechischen Filmpreis
- 2005: Publikumspreis – Bester Film beim Phoenix-Filmfestival
- 2006: Nominierung für den Adolf-Grimme-Preis als Bester Spielfilm

 Hitler – Der Erpresser
- 1995: Deutscher Fernsehpreis – Bester Film
- 1995: Bester Film – Festival international du film d´histoire, Frankreich